# Jemeppe-sur-Meuse
Jemeppe-sur-Meuse (wa. Djimepe-so-Mouze, Gn'mêpe-so-Mouze) – dzielnica (section) miasta Seraing w Belgii, w Regionie Walońskim, w prowincji Liège, w okręgu Liège. 1 stycznia 2020 roku liczyła 11 398 mieszkańców. Do 31 grudnia 1976 r. samodzielna gmina. Leży nad Mozą.

## Demografia
Liczba mieszkańców, stan na 1 stycznia:
| Rok                | 1930   | 1947   | 1961   | 2020   |
| ------------------ | ------ | ------ | ------ | ------ |
| Liczba mieszkańców | 13 905 | 13 775 | 12 727 | 11 398 |